# 竹川佳成
竹川 佳成（たけがわ よしなり）は、日本の情報科学者。博士（情報科学）。主な研究内容は音楽情報学、エンターテイメントコンピューティング。

## 略歴
- 1999年3月　三重県立四日市南高等学校卒業。
- 2003年3月　三重大学工学部情報学科卒業。
- 2007年9月  大阪大学大学院情報科学研究科西尾研究室を卒業。
- 2007年10月 神戸大学自然科学系先端融合研究環重点研究部に助教として着任。
- 同　　　　 神戸大学大学院工学研究科電気電子工学専攻塚本研究室の助教も兼任。
- 2012年4月　公立はこだて未来大学システム情報科学部情報アーキテクチャ学科に助教として着任。

現在に至る。
| スタブアイコン | サブスタブ | この項目は、まだ閲覧者の調べものの参照としては役立たない、人物に関連した書きかけの項目です。この項目を加筆・訂正などしてくださる協力者を求めています（P:人物伝/PJ:人物伝）。 |